# کوتا، مونته‌نگرو
کوتا (به لاتین: Kuta) یک منطقهٔ مسکونی در مونته‌نگرو است که در شهرداری نیکشیچ واقع شده‌است. کوتا ۸۴۶ نفر جمعیت دارد.